# Ty Detmer
College Football Hall of Fame 2012
(en) Statistiques sur pro-football-reference
Ty Detmer (né le 30 octobre 1967 à San Marcos au Texas) est un joueur de football américain qui évoluait en tant que quarterback ayant évolué dans la National Football League (NFL).
Il connaît une excellente carrière universitaire avec les Cougars de l'Université Brigham Young et remporte en 1990 le trophée Heisman décerné au meilleur joueur de football universitaire. Malgré ses succès à l'université, il est considéré comme trop petit pour un quarterback et doit attendre jusqu'au neuvième tour lors de la draft 1992 de la NFL pour être sélectionné par une équipe, soit les Packers de Green Bay.
Dans la NFL, il passe l'essentiel de sa carrière comme remplaçant. Ayant joué pour cinq équipes différentes, c'est avec les Eagles de Philadelphie qu'il voit le plus d'action, notamment lors de la saison 1996 lorsqu'il aide l'équipe à atteindre les éliminatoires. Durant sa carrière de 14 saisons, il n'a débuté que 25 parties, dont la majorité avec les Eagles.
Il a un frère, Koy Detmer, qui a également joué dans la NFL comme quarterback.